# Дудка Олег Володимирович
Оле́г Володи́мирович Ду́дка — сержант, Міністерство внутрішніх справ України.

## Нагороди
За особисту мужність і героїзм, виявлені у захисті державного суверенітету та територіальної цілісності України, вірність військовій присязі під час російсько-української війни
- нагороджений орденом «За мужність» III ступеня (26.2.2015).